# David Rodrigues
Pour les articles homonymes, voir Rodrigues (homonymie).
Costa Rodrigues est un nom portugais ; le premier nom de famille (d'usage facultatif) est Costa et le second est Rodrigues.
David Miguel Costa Rodrigues, né le 10 juillet 1991 à Guarda, est un coureur cycliste portugais.

## Biographie
En 2008 et 2009, David Rodrigues se classe huitième du Tour du Portugal juniors (moins de 19 ans). Il court ensuite pendant quatre saisons en catégorie espoirs (moins de 23 ans). Durant cette période, il s'impose notamment sur la première étape du Tour du Portugal de l'Avenir en 2012. En 2013, il remporte une étape du Tour de La Corogne et termine deuxième du Tour du Portugal de l'Avenir.
En 2014, il se présente au départ du Tour du Portugal avec une sélection nationale. Révélation de l'épreuve, il termine dix-neuvième du classement général et meilleur jeune. Il passe ensuite professionnel en 2015 au sein de l'équipe continentale Rádio Popular-Boavista. 
En mai 2016, il finit cinquième du Tour des Asturies puis onzième du Tour de la communauté de Madrid.
En avril 2022, il est révélé que David Rodrigues purge une peine de quatre ans, pour des anomalies détectées en 2018.

## Palmarès
- 2012
  - 1re étape du Tour du Portugal de l'Avenir
- 2013
  - 1re étape du Tour de La Corogne
  - 2e du Tour du Portugal de l'Avenir
- 2017
  - Grand Prix de Mortágua
- 2018
  - Coupe du Portugal
  - 5e étape du Grand Prix Abimota
  - 3e du Grand Prix de Mortágua
- 2019
  - 2e du Grand Prix de Mortágua

## Classements mondiaux
| Année           | 2016 | 2017   |
| --------------- | ---- | ------ |
| UCI Europe Tour | 760e | 1 290e |